# Napięcie wejściowe
Napięcie wejściowe jest to napięcie znajdujące się po stronie wejścia urządzenia. Jeżeli napięcie to służy tylko dostarczaniu energii elektrycznej do urządzenia, to urządzenie takie nazywamy odbiornikiem elektrycznym a samo napięcie napięciem zasilającym. Napięcie wejściowe może być poddane przekształceniu w przekształtniku napięcia w celu dopasowania jego kształtu lub wartości dla potrzeb innego urządzenia. Napięcie może być też nośnikiem sygnału.